# ابراهیم عقیل
ابراهیم عقیل (عربی: ابراهيم عقيل كمال؛ زادهٔ ۱۴ آوریل ۱۹۷۹) تکواندوکار اهل اردن است.
وی در مسابقات کشوری و بین‌المللی در مجموع برندهٔ ۱ مدال نقره، ۲ مدال برنز شده‌است.